# Владимир Ромашкин
Владимир Иванович Ромашкин (на ерзянски: Йовлан Оло,на руски: Влади́мир Ива́нович Рома́шкин, 1951 г., Дубенски район на Мордовска АССР – 29 август 2002 г., Саранск) е известен деец на мокшанското, каратайското, тюрюханското и ерзянското културно възраждане в края на ХХ век, фолклорист, музикант, кинодокументалист. Ерзянин по произход.

## Биография
През 1975 г. Владимир Ромашкин завършва диригентско-хорово отделение на Саранското музикално училище „Л. Кирюков“ (в класа на кандидата на изкуствознанието Н. Бояркина), през 1980 г. – диригентско-хоровия факултет на Казанската консерватория (класа на педагога Алевтина Булдакова), през 1986 г. – аспирантура в Мордовския научноизследователски институт за езици, литература и история (МНИИЯЛИЕ) (сектор „Фолклор и изкуство“). От 1980 до 1989 г. е научен сътрудник в сектор „Фолклор и изкуство“ в МНИИЯЛИЕ. През 1986 г. издава монографията „За някои особености на традиционното певческо изкуство на мордвите-каратаи“, в която описва фолклора на каратайските села в Татарска АССР. По-късно Ромашкин работи като сценарист и оператор; с негово участие са създадени документалните филми „Каратаи“ и „Корени“. Снима се в музикалния телевизионен филм „За какво пее „Торама“. От 1990 г. Ромашкин е преподавател по музикални дисциплини в Републиканското училище за култура в Саранск.
Най-известното дело на Владимир Ромашкин е създаването на етномузикалната група „Торама“, в репертоара на която влизат ерзянски, мокшански и каратайски песни. Репертоарът на групата обединява традициите на различните етнографски групи, населяващи Мордовския край. Групата е отчасти семейна: Владимир привлича към активно участие в нея синовете си – Виталий и Андрей.
През последните години от живота си Ромашкин оглавява гражданското движение „Од Вий“ („Нова сила“).
Група „Торама“, в която синовете на Владимир Ромашкин играят важна роля, продължава да изнася концерти и записва албуми.

## Награди
- Заслужил деятел на културата на Република Мордовия.
- Кавалер на ордена „Кръст на Св. Мария“[6] за големи приноси в развитието и разпространението на фино-угорската култура по света (7 март 2001 г.).
- Носител на наградата „А. П. Рябов“ за приноси в запазването и развитието на ерзянския език (2002 г.)

## Музей
На 6 септември 2006 г. (на 55-годишния юбилей на музиканта) в село Подлесная Тавла в Кочкуровски район на Мордовия е открита уникалната къща музей „Етно-Кудо“, носеща името на В. Ромашкин. През 1989 г., тогава още млад, никому неизвестният музикант закупува малката къща в село Подлесная Тавла. След това, вече като известен фолклорист, Ромашкин обмисля етно-туристически маршрут в селото, известно като център на ерзянската дърворезбарска култура. Годишният фолклорен фестивал за стари ерзянски и мокшански песни „Торамас терди“ по традиция се провежда на рождения ден на Владимир Иванович Ромашкин.